# Montgey
Montgey é uma comuna francesa na região administrativa da Occitânia, no departamento de Tarn. Estende-se por uma área de 9.91 km², e possui 282 habitantes, segundo o censo de 2018, com uma densidade de 28 hab/km².